# Monroe County (Georgia)
Monroe County is een county in de Amerikaanse staat Georgia.
De county heeft een landoppervlakte van 1.025 km² en telt 21.757 inwoners (volkstelling 2000). De hoofdplaats is Forsyth.

## Bevolkingsontwikkeling

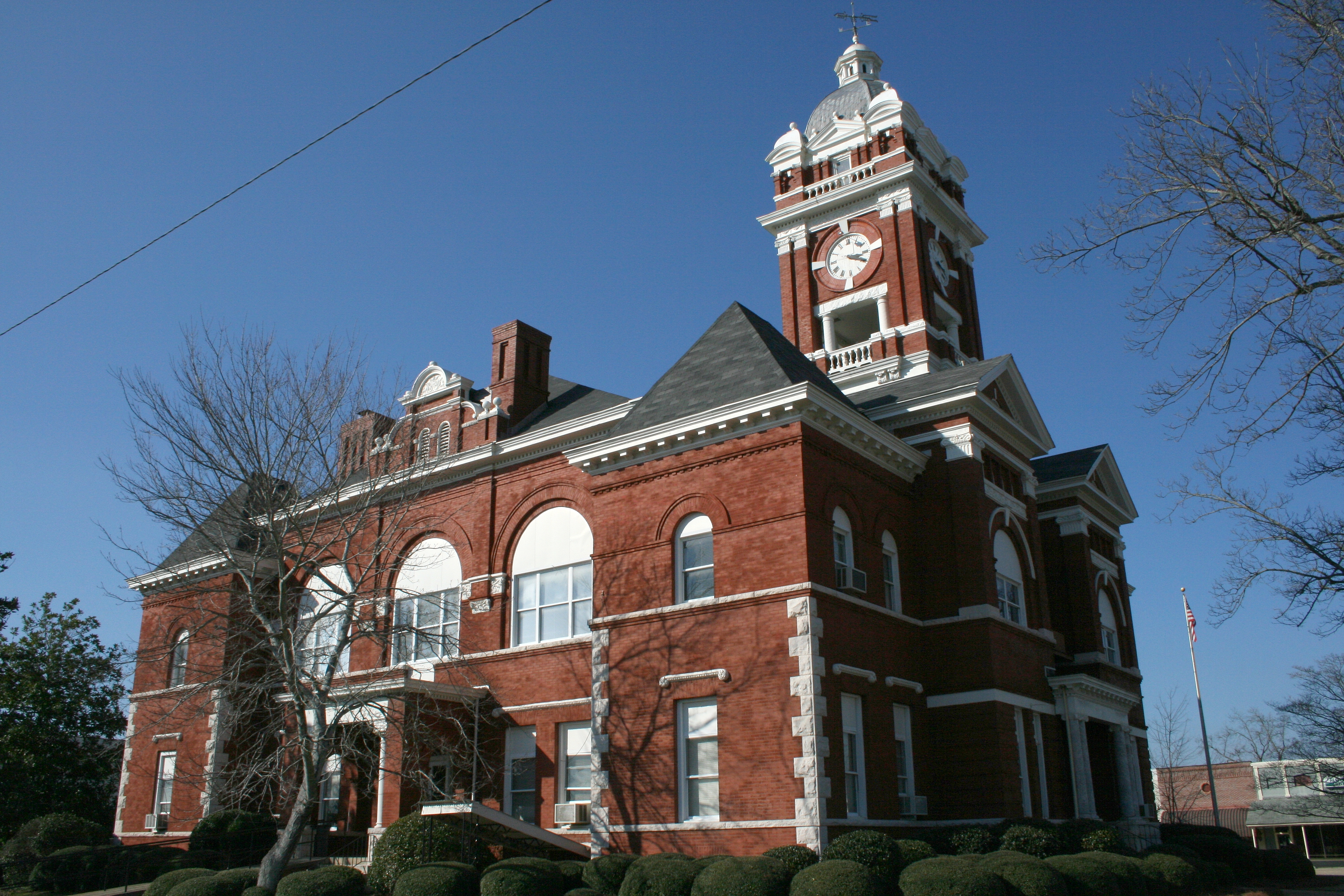
Monroe County Courthouse